# Dolichorhinotermes
Dolichorhinotermes es un género de termitas de la familia Rhinotermitidae,

## Especies
- Dolichorhinotermes apopnus
- Dolichorhinotermes dominicanus
- Dolichorhinotermes japuraensis
- Dolichorhinotermes lanciarius
- Dolichorhinotermes latilabrum
- Dolichorhinotermes longidens
- Dolichorhinotermes longilabius
- Dolichorhinotermes neli
- Dolichorhinotermes tenebrosus